# Teatr 13 Rzędów w Warszawie
Teatr 13 Rzędów – kabaret rewiowy działający w latach 1935-1938 w Warszawie, mieszczący się w kawiarni Café-Club na rogu Nowego Światu i Al. Jerozolimskich.

## Historia
W kabarecie pracowali Ludwik Lawiński, Andrzej Bogucki, Mira Zimińska-Sygietyńska, Konrad Tom, Kazimierz Krukowski. Maja Berezowska po powrocie z Paryża, w sezonie 1936/1937 była etatowym scenografem kabaretu. Władysław Szlengel w latach 1937-1938 stworzył dla tego kabaretu teksty "Sierotka" oraz "Buick i skoda". 

## Programy
- 1936 – Mira i satyra
- 1936 – Duby smalone
- 1937 – Co wolno wojewodzie